# ルイヨウショウマ

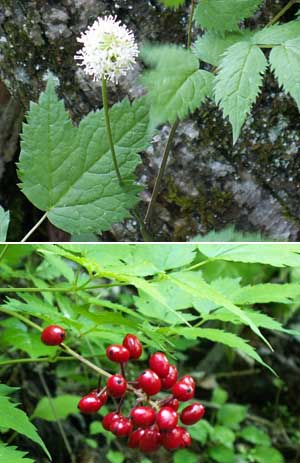
アカミノルイヨウショウマ

ルイヨウショウマ（類葉升麻、学名；Actaea asiatica ）は、キンポウゲ科ルイヨウショウマ属に分類される多年草。

## 特徴
茎の高さは40-70cmになる。葉は互生し、茎につく葉は大きく、2-3回3出複葉で、小葉は長さ4-10cmになる卵形から狭卵形で、縁には不ぞろいの粗く鋭い鋸歯がある。
花期は5-6月。茎の先端に総状花序をだし、白い花を多数つける。萼片は4個で長さ3mm。へら形の花弁は4個で長さ2-3mm。雄蘂は萼片、花弁より多数で長く、長さ4-6mm。果実は液果で、径6mmになり黒く熟す。
- 葉は大形で2-3回3出複葉
- 果実は黒く熟す。

## 分布と生育環境
日本では、北海道、本州、四国、九州に分布し、山地の森林内に生育する。世界では、朝鮮、中国、ウスリーの温帯から亜寒帯に生育する。

## シノニム
- Actaea acuminata auct. non Wall. ex Royle
- Actaea spicata L. var. asiatica (H.Hara) S.X.Li et Y.H.Huang
- Actaea acuminata Wall. ex Royle subsp. asiatica (H.Hara) Luferov

## 同属の異種
同属の異種に果実が赤色になるアカミノルイヨウショウマ（赤実の類葉升麻、学名；Actaea erythrocarpa）がある。ルイヨウショウマは湿度の安定した樹林内で多く見られる。アカミノルイヨウショウマは崖などからの岩石など混ざった崩壊土上に見られ、ルイヨウショウマより標高が上の位置で生育している。
この品種に、果実が白色になるシロミノルイヨウショウマ（白実の類葉升麻、学名；Actaea erythrocarpa f. leucocarpa）がある。